# 나니와부시
나니와부시(일본어: 浪花節)는 일본의 전통 음악의 장르이다. 로쿄쿠(일본어: 浪曲)라고도 한다.
전통 현악기 샤미센의 반주에 따라 서사적인 내용의 이야기를 가창과 말로 전달한다. 본래 거리 공연에서 시작되었으며, 메이지 시대 초기에 오사카에서 형식이 정착되었다. 태평양 전쟁 전까지 절정을 이루었다가 이후 쇠퇴했다. 전용 극장과 라디오 프로그램도 얼마 안 남은 상태라 현대적인 변화를 모색하고 있다.
주로 서민적 의리와 인정에 호소하는 작품이 많으며, 소재는 가부키 등 여러 장르에서 따오거나 그 시대의 시사적인 내용도 포함된다. 길이는 일회분 분량부터 연속극처럼 긴 경우까지 다양하다.
지방마다 특색이 있어 간토 지방, 긴키 지방, 추쿄 지방 방식의 세 가지로 크게 나뉜다. 간토 지방에서는 밝고 빠르게 연기하며, 반대로 긴키 지방에서는 낮고 느리게 연기하는 식이다. 각 지방 방식에도 여러 가지 변형이 있고 샤미센 대신 피아노 또는 기타를 반주로 사용하거나 관현악단과 함께 하는 형태도 있다.
무대는 중앙에 세우는 병풍과 연기자 허리 높이 정도의 작은 테이블로 이루어진다. 연기자는 대개 서서 연기하고, 반주자는 관객에게 보이지 않도록 칸막이 뒤에서 샤미센을 연주한다. 메이지 시대에 샤미센 반주를 하는 아름다운 아내를 감추기 위해 칸막이를 친데서 유래했다는 이야기가 전한다.
한국의 판소리와 유사한 면이 있어 일본인에게 판소리를 소개할 때 춤을 곁들인 "한국판 나니와부시"로 설명하는 경우가 있다. 일제강점기 말기에는 내선일체 정책의 일환으로 나니와부시의 한국화가 시도되어, 최팔근이 한국어로 녹음한 나니와부시 음반을 제작하고 방송과 공연을 통해 보급하였다.

## 같이 보기
- 판소리